# جاک کلیر
جاک کلیر (انگلیسی: Jock Clear؛ زادهٔ ۱۲ سپتامبر ۱۹۶۳) مهندس ارشد اهل بریتانیا است که برای اسکودریا فراری کار می‌کند.